# العلاقات البوتسوانية الكورية الشمالية
العلاقات البوتسوانية الكورية الشمالية (بالكورية: 보츠와나-조선민주주의인민공화국 관계) هي العلاقات الثنائية بين بوتسوانا وكوريا الشمالية. لم تتخذ البلدين سفارتين في عاصمتهما منذ قطع العلاقات الدبلوماسية بينهما عام 2014.

## التاريخ
أقامت بوتسوانا وكوريا الشمالية علاقات دبلوماسية خلال فترة الحرب الباردة بتاريخ 27 نوفمبر عام 1974. قام الرئيس البوتسواني سيريتسي خاما بزيارة العاصمة الكورية الشمالية بيونغيانغ خلال الفترة الممتدة من 9 حتى 13 أغسطس من عام 1976. والتقى خاما وزوجته مع كيم إل سونغ الذي رتب مأدبة على شرفهما.
قامت كوريا الشمالية خلال أوائل ثمانينيات القرن العشرين بتكليف عدة معلمي فنون قتالية بمهمة تدريب أفراد في الشرطة البوتسوانية على القتال غير المسلح. ولكن غادر الكوريون الشماليون بوتسوانا بعد فترة قصيرة من وصولهم، وذلك بسبب ما يبدو أنه تحريض رجال الشرطة على رؤسائهم والسعي لإقناعهم للحصول على شكل أكثر ديمقراطية في مجال عمل الشرطة.
شيّد بنّائون يعملون لمشروع مانسودي في الخارج وهي شركة مملوكة من قبل النظام الكوري الشمالي نصب «الديكغوسي الثلاثة» في العاصمة غابورون، وهو عبارة عن ثلاثة تماثيل تصوّر زعماء قبليين. أثار النصب كثير من الجدل منذ أن دشنه الرئيس فستوس موغاي في شهر سبتمبر من عام 2005. كما حاولت بوتسوانا توظيف أطباء وممرضين من كوريا الشمالية لسد النقص في الكوادر الطبية.
فصلت الحكومة البوتسوانية التعاون الثنائي مع كوريا الشمالية عام 2013 بسبب مخاوف متعلقة بوضع حقوق الإنسان في كوريا الشمالية. وتبِع ذلك قطع بوتسوانا علاقاتها الدبلوماسية قطعاً كاملاً مع كوريا الشمالية بتاريخ 20 فبراير عام 2014، وذلك على خلفية صدور تقرير لجنة تقصي الحقائق التابعة للأمم المتحدة الخاص بحقوق الإنسان في كوريا الشمالية. وهو ما يجعل بوتسوانا أول بلد أفريقي تعترف قانوناً بكوريا الجنوبية بوصفها الحكومة الشرعية الوحيدة على شبه الجزيرة الكورية.
خلال زيارة الرئيس البوتسواني إيان خاما للعاصمة الكورية الجنوبية سول في شهر أكتوبر عام 2015، صرح في مقابلة مع وكالة يونهاب أنه لم يعد لدى بوتسوانا أي اهتمام بإقامة علاقات دبلوماسية مع كوريا الشمالية، مشيراً لانتهاكات حقوق الإنسان وتهديد السلام في منطقة الشرق الأقصى، كما انتقد النظام الكوري الشمالي قائلاً: «يبدو على قادة الشمال وكأنهم يعيشون في العصر الحجري».